# Liste der Bodendenkmale in Kemberg
In der Liste der Bodendenkmale in Kemberg sind alle Bodendenkmale der Stadt Kemberg und ihrer Ortsteile aufgelistet. Grundlage ist die Veröffentlichung der Landesdenkmalliste mit Stand vom 25. Februar 2016.  Die Baudenkmale sind in der Liste der Kulturdenkmale in Kemberg aufgeführt.
| Denkmal-ID | Fundart                | Ortsteil   | Bezeichnung                               | Zeitstellung | Lage                                                                 | Bemerkungen | Bild |
| ---------- | ---------------------- | ---------- | ----------------------------------------- | ------------ | -------------------------------------------------------------------- | --- | ---- |
| 428300819  | Befestigung > Wall     | Ateritz    | Landwehr                                  | Mittelalter  | 2,1 km südwestlich Ort (Lage)                                        | Teil der Landwehr durch Kiesabbau bereits zerstört. Landwehrverlauf entspricht altem Grenzverlauf des Territoriums der Stadt Kemberg. Die ursprüngliche Tiefe des Landwehrgrabens wurde durch Einträge (Bodenunrat) auf bis zu 0,5 m verringert.                 |      |
| 428300820  | Grabmal > Grabhügel    | Ateritz    | Hügelgräber (ca. 42)                      | Bronzezeit   | 200 m südwestlich Mark Schmelz (Lage)                                | Keine Grabhügel zu finden. Fläche mit Erholungsgrundstücken (eingezäunt, bebaut). Hier gab es auch nie ein Grabhügelfeld – wohl Verwechslung mit Fpl. 8 OA 1445 oder Mengenschnitt an GH, da bereits nach ca. 350 m erste größere GH südlicher zu finden sind    |      |
| 428300821  | Grabmal > Grabhügel    | Ateritz    | Hügelgräberfeld                           | Bronzezeit   | im Wald 1,2 km südwestlich Köplitz (Lage)                            | Die Hügelgräber wurden bereits 1988 unter Schutz gestellt. |      |
| 428300822  | Grabmal > Grabhügel    | Ateritz    | Grabhügel                                 | Bronzezeit   | 2,2 km südwestl. Ort (Lage)                                          | |      |
| 428300724  | Grabmal > Grabhügel    | Ateritz    | Hügelgräberfeld, 55 Grabhügel             | Bronzezeit   | 0,5 km südl. vom Ort, beidseits der B2 (1) (Lage) (2) (Lage)         | Die Hügelgräber wurden bereits 1964 unter Schutz gestellt. Nach derzeitigem Kenntnisstand sind noch ca. 55 Grabhügel, meist gut erhalten, vorhanden. Die ursprüngliche Anzahl der Hügelgräber muss jedoch deutlich höher gewesen sein                            |      |
| 428300815  | Grabmal > Megalithgrab | Bergwitz   | Großsteingrab                             | undatiert    | nordwestlich am Ort, an der Selbitzer Str. an der Bahnlinie ()       | Nicht lokalisiert! In Ortschronik erfasst. Verbleib der Ortschronik dem Bürgermeister (2012) nicht bekannt. |      |
| 428300714  | Wüstung                | Dabrun     | Wüstung „Kannabude“                       | Mittelalter  | 2,2 km östl. vom Ort ()                                              | Ausgrabungen 1934–35, 1962–64 (H. Agde, P. Grimm, H.-J. Bachmann) Ausdehnung nicht eindeutig erkennbar. Aber vom alten Elbarm in westliche Richtung durch die erhöhte Waldflur ist wohl die ehemalige Wüstungsausdehnung zu orientieren.                         |      |
| ?          | Grabmal > Grab         | Gommlo     | 9 Hügelgräber                             |              | 800 m östl. des Ortes, im Wald (Lage)                                | Durch rezenten Friedhof stark überprägte Wallburg. |      |
| 428300717  | Befestigung > Burg     | Kemberg    | Niederungsburg „Der Berg“, Burgwall       | Bronzezeit   | östl. Rand des Ortes, durch modernen Friedhof verändert (Lage)       | Durch rezenten Friedhof stark überprägte Wallburg. |      |
| 428300718  | Befestigung > Burg     | Kemberg    | Wasserburg „Wüste Mark Wöpk“              | Mittelalter  | 2,2 km östl. vom Ort (Lage)                                          | Burgfläche zeigt mittig Geländeeinsenkung. Am Waldrand Formen eines ehemals umgrenzenden Graben an Oberfläche. |      |
| 428300719  | Grabmal > Grabhügel    | Kemberg    | Hügelgräber Mark Niemitz                  | Bronzezeit   | 2,5 km südöstl. vom Ort, Gruppe von 2 Hügeln (Lage)                  | |      |
| 428300723  | Grabmal > Grabhügel    | Lubast     | Hügelgräber, Gruppe von 3 Hügeln          | Bronzezeit   | 1,0 km nördl. vom Ort an der B2 (Lage)                               | 3 deutliche Grabhügel |      |
| 428300768  | Befestigung > Wall     | Rackith    | Burgwall                                  | Mittelalter  | Kirche, Friedhof mit östlich angrenzenden bebauten Grundstück (Lage) | Beim Umgehen des Objektes noch Abgrenzung von überarbeiteten Grabengebilde erkennbar. Dahinter liegt ein Friedhofsbereich, welcher erhöht liegt und durchaus den Platz einer Burgstelle andeutet. Altanlage im 17. Jh. überbaut. Erwähnung von Rackith 1004.     |      |
| 428300995  |                        | Radis      | Meilerplätze                              | undatiert    | 2,4 km NW von Radis, westl. der L132 Radis – Schleesen ()            | 10 annähernd in Reihen ausgerichtete Meilerplätze. Visuell durch Form und Größe fast mit Grabhügeln zu verwechseln, Dm. ≈10–12 m, H. 1–1,2 m. Durch Forstpflugeinsatz stark zerfurcht. Oberflächennah ist in den Meilerplätzen Holzkohle zu finden.              |      |
| 428300774  | Grabmal > Grabhügel    | Radis      | Grabhügel                                 | Bronzezeit   | 1,3 km südöstlich von Radis (Lage)                                   | aufgeforstet, stark bewachsen; eine zweite flache Erhebung wurde als Verdachtsstelle eingestuft |      |
| 428300776  | Grabmal > Grabhügel    | Radis      | Grabhügel                                 | undatiert    | nordwestlicher Ortsrand ()                                           | Das Gelände ist durch Privatgrundstücke und den Sportplatz geprägt. Am Rande der Tartanbahn gibt es eine künstliche Erhebung – evtl. Grabhügelrest? |      |
| 428301131  | Grabmal > Grabhügel    | Radis      | Hügelgräbergruppe, 3 Grabhügel (fraglich) | undatiert    | NO hinter dem Friedhof ()                                            | 3 flache Grabhügelstellen, Dm. je ca. 10–12 m – es bestehen Zweifel, ob es sich eindeutig um ehemalige Grabhügel handelt |      |
| 428300847  | Grabmal > Grabhügel    | Radis      | Hügelgräbergruppe, 6 Grabhügel            | Bronzezeit   | 0,5 km nordwestl. vom Ort, an der Eisenbahn ()                       | Die nordwestliche Dünenfläche zeigt keine markanten Stellen, welche mit 6 Grabhügeln in Verbindung gebracht werden können. Vage ergibt sich eine Situation nördlich des alten Straßenverlaufes, der L 132, linksseitig der Bahntrasse im angrenzenden Waldgebiet |      |
| 428301133  | Grabmal > Grabhügel    | Radis      | Hügelgräbergruppe, 7 Grabhügel            | undatiert    | ca. 2,1 km NW von Radis, westl. der L132 nach Schleesen ()           | Die Grabhügel besitzen alle einen Dm. von ca. 8 m und sind etwa 0,5 m hoch, überwiegend mit Kiefern und Brombeergestrüpp bewachsen, häufig durch Forsttechnik zerfurcht                                                                                          |      |
| 428301126  | Grabmal > Grabhügel    | Radis      | Grabhügelgruppe, 8 Grabhügel              | undatiert    | 2,3 km SSO von Radis ()                                              | zwischen den gut erkennbaren GH sind weitere flache Hügel im Gelände erkennbar |      |
| 428301130  | Grabmal > Grabhügel    | Radis      | Hügelgräberfeld, 11 Grabhügel             | undatiert    | ca. 1,1 km SSO von Radis ()                                          | 11 flache, überwiegend angegrabene und dicht bewachsene Grabhügel |      |
| 428301124  | Grabmal > Grabhügel    | Radis      | Hügelgräberfeld, 11 Grabhügel             | undatiert    | ()                                                                   | |      |
| 428300775  | Grabmal > Grabhügel    | Radis      | Hügelgräberfeld, 11 Grabhügel             | Bronzezeit   | 1,5 km südwestlich Ort ()                                            | |      |
| 428301135  | Grabmal > Grabhügel    | Radis      | Hügelgräberfeld, 12 Grabhügel             | undatiert    | 1,5 km NW von Radis ()                                               | 12 überwiegend kleine (Dm. 6–10 m) und relativ flache Grabhügelverdachtsstellen nördl. im Anschluss an die Dünenlandschaft |      |
| 428301122  | Grabmal > Grabhügel    | Radis      | Hügelgräberfeld, 13 Grabhügel             | undatiert    | ca. 1,6 km NW von Radis (Lage)                                       | |      |
| 428301139  | Grabmal > Grabhügel    | Radis      | Hügelgräbergruppe, 13 Grabhügel           | undatiert    | ()                                                                   | |      |
| 428301129  | Grabmal > Grabhügel    | Radis      | Hügelgräberfeld, 14 Grabhügel             | undatiert    | ca. 1,7–1,9 km OSO von Radis, nahe einer Waldackerflur ()            | leicht feuchtes Gelände in Hanglage, überwiegend flache, dicht bewachsene Grabhügel, häufig zerfurcht und teilweise angegraben |      |
| 428301123  | Grabmal > Grabhügel    | Radis      | Hügelgräberfeld, 16 Grabhügel             | undatiert    | westlich hinter Dünengelände ()                                      | |      |
| 428300846  | Grabmal > Grabhügel    | Radis      | Hügelgräberfeld, 17 Grabhügel             | Bronzezeit   | 1,5 km nordwestl. vom Ort, westl. der Straße nach Schleesen ()       | |      |
| 428300749  | Grabmal > Grabhügel    | Radis      | Hügelgräberfeld, 18 Grabhügel             | undatiert    | ca. 620 ONO vom Pabsthaus ()                                         | |      |
| 428301134  | Grabmal > Grabhügel    | Radis      | Hügelgräberfeld, 22 Grabhügel             | undatiert    | ca. 2,1 km NW von Radis, östlich der L132 nach Schleesen (Lage)      | Die Grabhügel sind durchschnittlich 8–10 im Dm. und zw. 0,75–1,20 m hoch, zumeist dicht bewachsen, häufig angegraben |      |
| 428300880  | Grabmal > Grabhügel    | Radis      | Hügelgräberfeld, 22 Grabhügel             | undatiert    | ca. 350 m ONO vom Pabsthaus ()                                       | Es handelt sich um ein durch Forstbewirtschaftung stark eingeebnetes Hügelgräberfeld. |      |
| 428300848  | Grabmal > Grabhügel    | Radis      | Hügelgräberfeld, 24 Grabhügel             | Bronzezeit   | 1,0 km südöstl. vom Ort (Lage)                                       | Grabhügel befinden sich z. T. im Forstgatter mit Starkbäumen und Aufwuchslaubbäumen |      |
| 428300845  | Grabmal > Grabhügel    | Radis      | Hügelgräberfeld Mark Gemeln, 54 Grabhügel | Bronzezeit   | 4,0 km südöstl. vom Ort (Lage)                                       | 1964 unter Schutz gestellt, 1954 wurden 38 GH kartiert, auf Basis des DGM konnten weitere 15 GH lokalisiert werden. |      |
| 428300864  | Grabmal > Grabhügel    | Rotta      | Hügelgräbergruppe, 3 Grabhügel            | Bronzezeit   | 2,7 km südl. vom Ort, Nähe Gniest (Lage)                             | |      |
| 428300787  | Grabmal > Grabhügel    | Rotta      | Grabhügel                                 | Bronzezeit   | 1,2 km südl. vom Ort ()                                              | |      |
| 428300771  | Grabmal > Grabhügel    | Rotta      | Hügelgräber, 15 Grabhügel                 | Bronzezeit   | Wald 1 km südwestlich Ort ()                                         | Gelände ist durch Flugsande geformt worden. Darin liegen Stellen, die als Grabhügelverdachtsstellen angesehen werden können. |      |
| 428300764  | Grabmal > Grabhügel    | Schleesen  | Grabhügel                                 | Bronzezeit   | Wald 1,5 km südwestlich Naderkau ()                                  | Zerstört – ehemaliges Tagebauareal |      |
| 428300765  | Grabmal > Grabhügel    | Schleesen  | Grabhügelverdachtsstellen                 | Bronzezeit   | Wald 1,2 km westnordwestlich Naderkau ()                             | |      |
| 428300766  | Grabmal > Grabhügel    | Schleesen  | Hügelgräber                               | Bronzezeit   | Wald südöstlich am Ort ()                                            | |      |
| 428300853  | Grabmal > Grabhügel    | Schleesen  | Hügelgräberfeld, 19 Grabhügel             | Bronzezeit   | 0,8 km südöstlich vom Ort, an der Straße nach Radis (Lage)           | |      |
| 428300852  | Grabmal > Grabhügel    | Schleesen  | Hügelgräberfeld, 55 Grabhügel             | Bronzezeit   | 2,3 km südöstl. vom Ort ()                                           | 39 Hügelgräber bzw. -stellen, davon 6 größere Grabhügel mit markanten Höhen. Die kleinen flachen Grabhügelreste liegen gereiht Ost-West ca. 50 m nördlich. |      |
| 428301136  | Grabmal > Grabhügel    | Uthausen   | Hügelgräberfeld, 12 Grabhügel             | undatiert    | ca. 1 km NO vom Ort (Lage)                                           | überwiegend kleine und flache Grabhügel, durch Aufforstungen stark beeinträchtigt (zerfurcht); vermutl. sind mehr als die erfassten 12 GH vorhanden |      |
| 428300740  | Befestigung > Burg     | Wartenburg | Wasserburg „Schloß“                       | Mittelalter  | nördlich Ortsrand (Lage)                                             | Anlage durch Schlossbauten des 17. Jh. und Umbauten des 19. Jh. verändert, Renaissanceschloss umgeben von Wall und Wassergraben 1176 urkundliche Erwähnung als Wardenberch/burch?                                                                                |      |